# Liste der Wappen im Landkreis Stade
Diese Liste beinhaltet alle in der Wikipedia gezeigten Wappen des Landkreises Stade (Niedersachsen).

## Landkreis Stade

Wappen des Landkreises Stade
Lage des Landkreises Stade in Niedersachsen

### Samtgemeindewappen

Samtgemeinde Apensen (führt das Wappen der Gemeinde Apensen)
Samtgemeinde Fredenbeck[1]
Samtgemeinde Harsefeld (führt das Wappen der Gemeinde Harsefeld)
Samtgemeinde Horneburg[2]
Samtgemeinde Lühe
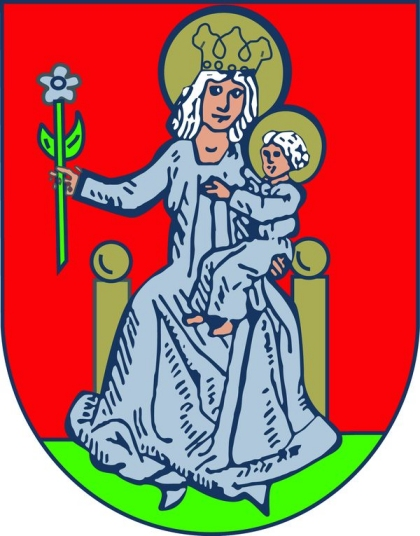
Samtgemeinde Nordkehdingen
Samtgemeinde Oldendorf-Himmelpforten

### Wappen der Städte und Gemeinden
Die Gemeinden Beckdorf und Sauensiek führen kein Wappen:

Gemeinde Agathenburg[4]
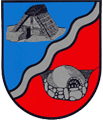
Gemeinde Ahlerstedt
Gemeinde Apensen[6]
Gemeinde Balje[7]
Gemeinde Bargstedt[8]
Gemeinde Bliedersdorf[9]
Gemeinde Brest[10]
Gemeinde Burweg[11]
Hansestadt Buxtehude[12]
Gemeinde Deinste[13]
Gemeinde Dollern[14]
Gemeinde Drochtersen[15]
Gemeinde Düdenbüttel[16]
Gemeinde Engelschoff[17]
Gemeinde Estorf[18]
Gemeinde Fredenbeck[19]
Gemeinde Freiburg/Elbe[20]
Gemeinde Großenwörden[21]
Gemeinde Grünendeich
Gemeinde Guderhandviertel
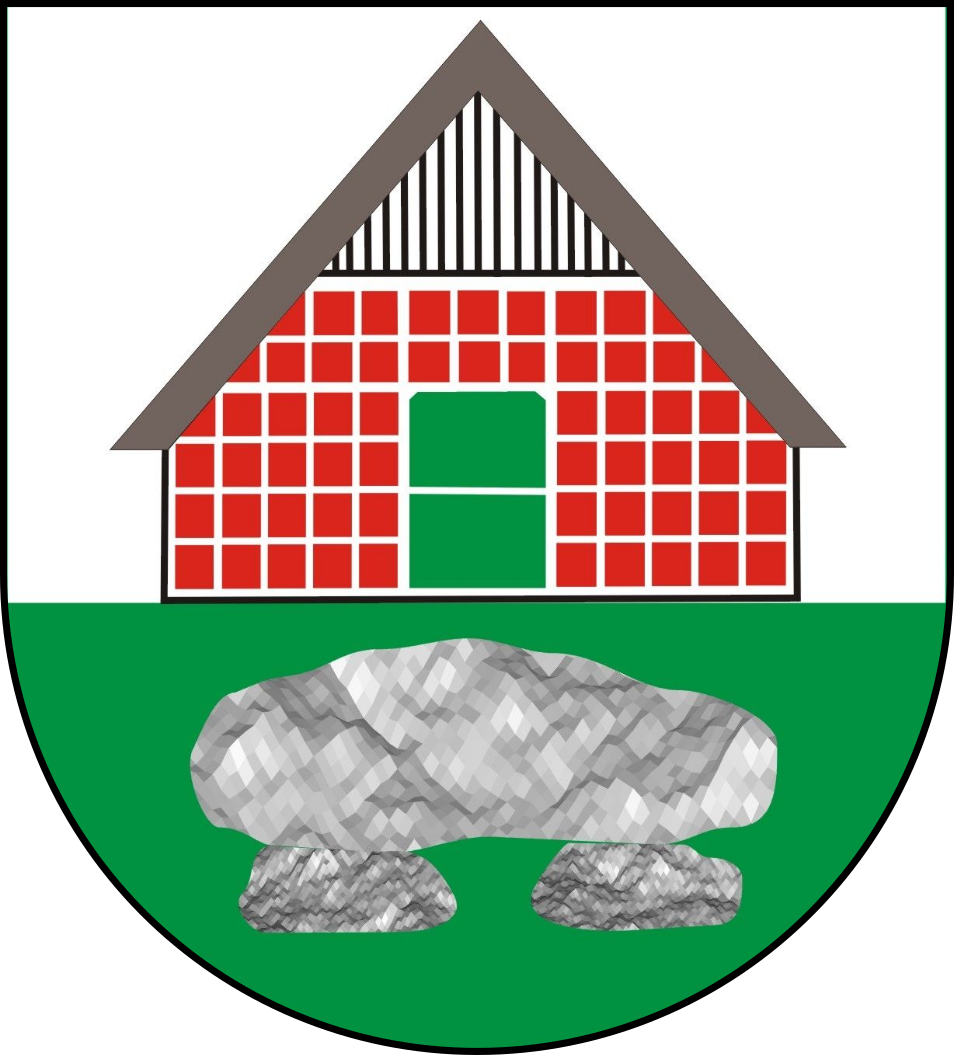
Gemeinde Hammah
Gemeinde Harsefeld, Flecken[23]
Gemeinde Heinbockel[24]
Gemeinde Himmelpforten[25]
Gemeinde Hollern-Twielenfleth
Gemeinde Horneburg[26]
Gemeinde Jork (Details)
Gemeinde Kranenburg[27]
Gemeinde Krummendeich[28]
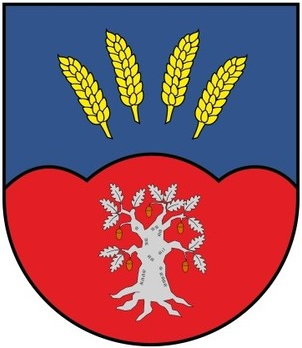
Gemeinde Kutenholz
Gemeinde Mittelnkirchen
Gemeinde Neuenkirchen
Gemeinde Nottensdorf[30]
Gemeinde Oederquart[31]
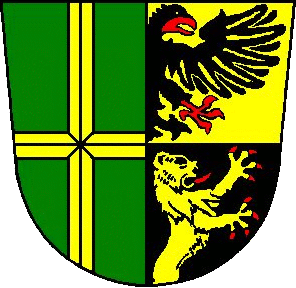
Gemeinde Oldendorf
Kreis- und Hansestadt Stade[33]
Gemeinde Steinkirchen
Gemeinde Wischhafen[34]

### Wappen ehemaliger Samtgemeinden

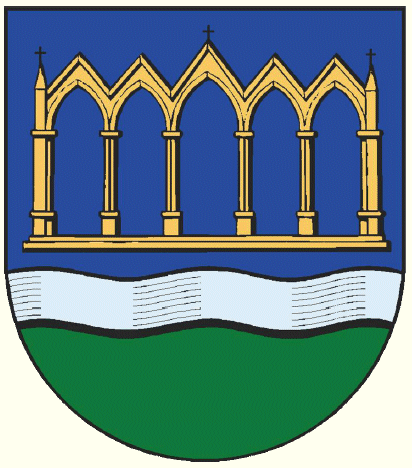
Samtgemeinde Himmelpforten
Samtgemeinde Oldendorf

### Wappen ehemals selbständiger Gemeinden

Ortsteil Brobergen der Gemeinde Kranenburg (Details)
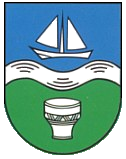
Ortsteil Bützfleth der Kreisstadt Stade
Ortsteil Gräpel (mit Schönau) der Gemeinde Estorf
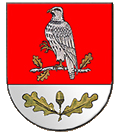
Ortsteil Haddorf der Kreisstadt Stade
Ort Kutenholz in der Gemeinde Kutenholz (Details)

## Blasonierungen
1. ↑  Samtgemeinde Fredenbeck: Das Wappen der Samtgemeinde zeigt einen durch einen silbernen Wellenbalken zweigeteilten Schild. In der oberen Hälfte befinden sich auf blauem Grund goldene Windmühlenflügel, in der unteren Hälfte auf rotem Grund ein goldener Mühlstein.
2. ↑  Samtgemeinde Horneburg: Das Wappen der Samtgemeinde zeigt einen goldenen Schild, unter einem blauen Wellensparren ein offenes Burgtor mit fünf spitzbedachten Zinnetürmen, deren mittlerer höher ist.
3. ↑  Samtgemeinde Nordkehdingen: In Rot mit grünem Schildfuß auf goldenem Stuhl sitzende, silbern gekleidete, golden gekrönte und nimbierte Mutter Gottes, die mit der Linken das golden nimbierte, silbern gekleidete Jesuskind und mit der Rechten eine silberne Blume am grünen Stiel hält.
4. ↑  Agathenburg: Das Wappen der Gemeinde zeigt einen Schild mit drei blauen nach rechts zeigenden Keilen.
5. ↑  Ahlerstedt: Das Wappen der Gemeinde zeigt in dem durch einen silbernen Wellenbalken schräglinks geteilten Schild im oberen blauen Feld ein silbernes vorgeschichtliches Erdhaus und im unteren roten Feld einen silbernen Erdbackofen, der in seiner Öffnung acht silberne Flammen zeigt.
6. ↑  Apensen: In rot ein silberner von links nach rechts weisender gepanzerter Arm, der ein aufrecht stehendes silbernes Schwert mit goldenem Griff hält.
7. ↑  Balje: Eine altertümliche Glocke mit sichtbarem Klöppel gold in blau über einem silbernen Wasser schwebend.
8. ↑  Bargstedt: Das Wappen der Gemeinde zeigt auf blauem Grund einen aufwärts gewölbten Schildfuß in grün, belegt mit einem querrechts gerichteten Schwert in silber. Auf dem Schildfuß in blau ein silbernes Taufbecken, überhöht von einem silbernen, dreiblättrigen Lindenzweig.
9. ↑  Bliedersdorf: Das Wappen der Gemeinde zeigt in Silber drei aufsteigende blaue Spitzen.
10. ↑  Brest: Das Wappen zeigt im goldenen Schild geteilt einen von einem von links nach rechts laufenden schwarzen Balken, oben einen grünen Erlenzweig und unten zwei vierblättrige Kleeblätter an einem Stängel.
11. ↑  Burweg: In Grün unter einem goldenen Schlüssel ein silberner Maueranker.
12. ↑  Buxtehude: In Blau zwei schräg gekreuzte, aufwärts gerichtete goldene Schlüssel mit abgewendeten Bärten, überhöht von einem schwarzen Tatzenspitzenkreuz. Als Vollwappen (Großes Wappen von Buxtehude): Auf dem Stechhelm mit blau-goldenen Decken zwei blau-golden über Eck geteilte Büffelhörner, dazwischen angestemmt das schwarze Tatzenspitzenkreuz.
13. ↑  Deinste: Das Wappen der Gemeinde Deinste zeigt in Gold über einem halben schwarzen Wasserrad einen silbernen Stechhelm im roten Quadrat.
14. ↑  Dollern: Das Wappen der Gemeinde zeigt auf blauem Schild ein silbernes Wassermühlenrad mit Schaufeln, darunter ein silberner Wasserlauf.
15. ↑  Drochtersen: Das Gemeindewappen stellt zwei rote Sparren in Stufenform, in Silber hinterlegt, dar.
16. ↑  Düdenbüttel: Das Wappen der Gemeinde zeigt in Blau über silbernem mit 3 züngelnden Flammen belegtem Schildfuß einen silbernen Reiter mit goldenem Zaumzeug, Sattel und Helm.
17. ↑  Engelschoff: Unter silbernem Zinnenschildhaupt Blau von Grün durch eine silberne Wellenleiste geteilt; oben ein silbernes Mühlenschrägkreuz mit innen zweibögigen Blattenden; unten zwei pfahlweise einander abgewendete silberne gestürzte Sensen mit goldenen Blättern.
18. ↑  Estorf: Ein grün und silber gespaltener Schild. Im rechten grünen Feld ein silberner, schrägrechts geneigter abgehauener Baumstamm mit je zwei Aststümpfen an jeder Seite. Im linken silbernen Feld ein grüner Grapen mit drei silbernen Bändern, darüber zwei gekreuzte, auswärts schauende, grüne Pferdeköpfe.
19. ↑  Fredenbeck: Das Wappen der Gemeinde Fredenbeck zeigt an der Herzstelle eine schwarze Scheibe mit einem goldenen Wasserrad, im rechten Obereck in Gold zwei einander abgewandte Pferdeköpfe auf rotem Grund, im linken Obereck ein silbernes, geschwungenes Band auf blauem Grund, im rechten Untereck wird das beschwungene Silberband auf blauem Grund fortgeführt, das linke Untereck zeigt ein goldenes Blatt und eine goldene Eichel auf rotem Grund.
20. ↑  Freiburg/Elbe: In Rot eine silberne von drei Türmen überragte Mauer, die in der Mitte ein Tor aus zwei goldenen geschlossenen Flügeln hat und von zwei gekreuzten silbernen Schlüsseln mit abwärts zeigendem Bart überhöht ist. Der mittlere Turm trägt eine eckig eingefasste 3-Pass-Öffnung
21. ↑  Großenwörden: In Grün ein silberner erniedrigter Wellenbogen; oben ein silbernes Fachwerkhaus mit silbernem Stirngiebel und roter Ausfachung; unten fächerförmig ein silberner Erlenzweig mit rechts zwei Zäpfchen und links einem Blatt.
22. ↑  Hammah: Das Wappen der Gemeinde Hammah stellt ein Steingrab auf grünem Grund und darüber einen reetgedeckten Fachwerkgiebel auf silbernem Grund dar.
23. ↑  Harsefeld: Das Wappen der Gemeinde zeigt auf blauem Schild einen breiten weißen (silbernen)  Querbalken, belegt mit einem nach rechts springendem schwarzen Ritter auf schwarzem Pferd mit erhobenem Schwert, im Schildhaupt drei gelbe (goldene) Rosen, im Schildfuß zwei gelbe (goldene) Rosen.
24. ↑  Heinbockel: Im oberen Teil ein schwarzes Hünengrab in goldenem Schilde. Dazu ist in den grünen Schildfuß eine goldene Urne gestellt.
25. ↑  Himmelpforten: Das Wappen der Gemeinde Himmelpforten zeigt auf blauem Untergrund ein goldenes, gotisches Tor, in dem eine silbern gekleidete Äbtissin mit goldenem Krummstab steht.
26. ↑  Horneburg: Das Wappen der Gemeinde zeigt einen Schild mit einer roten Burg auf goldenem Grund mit schwarzem Fuß; im schwarzen Fuß ein mit dem Mundstück nach rechts weisendes goldenes Horn.
27. ↑  Kranenburg: Gespalten und vorne geteilt; oben in Silber drei blaue Spitzen; hinten in Grün ein silberner schräger Wellenbalken; unten rot von silber durch Zinnenschnitt gespalten.
28. ↑  Krummendeich: In Grün ein goldener schräg links gerichteter Wellenbalken, darunter ein silberner aufwärts gerichteter Kleispaten.
29. ↑  Kutenholz: In Blau mit rotem Dreiberg; oben vier fächerförmig gestellte goldene (gelbe) Ähren, unten eine silberne (weiße) Eiche mit goldenen (gelben) Eicheln.
30. ↑  Nottensdorf: Das Wappen der Gemeinde zeigt in Silber drei aufsteigende rote Flammen.
31. ↑  Oederquart: In Rot auf grüner Wurt eine silberne Linde mit sechs Ästen und 15 Blättern.
32. ↑  Oldendorf: Gespalten und hinten geteilt; vorne in Grün ein goldenes durchgehendes Kreuz; hinten oben in Gold ein schwarzer linkssehender Adler mit roter Bewehrung, unten in Schwarz ein goldener wachsender linksgewendeter Löwe mit roter Bewehrung.
33. ↑  Stade: Das Wappen der Stadt zeigt einen silbernen aufrechtstehenden mit dem Bart nach rechts gewandten Schlüssel im blauen Feld, rechts und links begleitet von je einem silbernen Greifen mit goldener Mähne, goldenen Flügeln, roter aufgeschlagener Zunge und Spruchband S. P. Q. ST.
34. ↑  Wischhafen: In silber über grünen Berg, der mit einem silbernen Wellenbalken belegt ist, 3 schwarze Wolfsangeln.